# Miguel Vegas y Puebla Collado
Miguel Vegas y Puebla Collado   (Madrid, 5 de juliol de 1856 - Madrid, 1943) fou un matemàtic espanyol, acadèmic de la Reial Acadèmia de Ciències Exactes, Físiques i Naturals

## Biografia
Es va llicenciar en la carreres de Ciències a la Universitat Central de Madrid, on va destacar en l'assignatura de Geometria, que ensenyava el professor Eduard Torroja i Caballé. Va col·laborar amb el seu professor en l'elaboració de les idees de la geometria projectiva o de la posició que en aquells moments eren idees noves. Aquests treballs serien publicats pel professor Torroja en 1884. Aquests interessos i aquesta amistat va desembocar també en la tesi doctoral de Miguel Vegas també emmarcada en l'àmbit de la Geometria de la posició.
Poc després de defensar la seva tesi, va obtenir la càtedra d'anàlisi matemàtica de la Universitat de Saragossa, on va conèixer la seva esposa Piedad Pérez, amb la que va tenir 12 fills. Després de la mort del catedràtic Ignacio Álvarez Solís en 1891, va aconseguir la seva càtedra de geometria analítica de la Universitat Central de Madrid que va ocupar fins a la seva jubilació el 1935.
El 24 de juny de 1905 fou elegit acadèmic de la Reial Acadèmia de Ciències Exactes, Físiques i Naturals, i en va prendre possessió el 13 de juny de 1909, amb Interpretación geométrica del imaginarismo una reflexió sobre la representació geomètrica de les magnituds imaginàries.
Al llarg dels anys següents va col·laborar freqüentment en la Revista de la Reial Societat Matemàtica Espanyola, als Congressos de l'Associació Espanyola per al Progrés de les Ciències, i en diverses revistes. El 1912 va ser un dels cinc espanyols becats per assistir al Congrés Mundial de Matemàtiques de Cambridge. El 1923 va ser un dels pocs membres de la comunitat científica espanyola que va acompanyar Albert Einstein durant la seva visita a Espanya.
El 1934 va ser nomenat Vicepresident de l'Acadèmia de Ciències Exactes, Físiques i Naturals i president de la secció d'Exactes. Per aquesta època fou nomenat conseller d'Instrucció educativa. Va morir a Madrid el 1943 als 87 anys.

## Obres
- Tratado de Geometría Analítica